# Approximately Infinite Universe
Approximately Infinite Universe — третій сольний альбом Йоко Оно, випущений на початку 1973 року на лейблі Apple Records. Подвійний альбом представляє відхід від експериментального авангардного року перших двох альбомів до більш традиційного поп-рок звучання, а також експерименти з феміністичним роком. Пік альбому припав на 193 місце в США. У перевидання CD 1997 року на Rykodisc було додано дві акустичні демо-версії пісень того періоду, які пізніше були випущені на альбомі Season of Glass 1981 року.
Альбом був записаний на студії Record Plant у Нью-Йорку, за винятком основних треків «Catman» та «Winter Song», які були записані на студії Butterfly Studios. Оно продюсувала альбом разом з Джоном Ленноном, чия участь стала для нього рідкісною музичною діяльністю після провалу політичного подвійного альбому пари 1972 року Some Time in New York City, виданого на політичну тематику. Леннон також заспівав фінальний куплет пісні «I Want My Love to Rest Tonight». Як і на попередньому альбомі, у записі брав участь нью-йоркський гурт Elephant's Memory як бек-вокалісти. Мік Джаґґер відвідував студію на деяких сесіях. Він згадував, що дуже голосно грав на гітарі з Ленноном. Джаггер також сказав, що Оно «дійсно намагалася співати правильно. Вона не кричить, вона дійсно намагається співати».
Внутрішній рукав платівки містить есе Оно «Фемінізація суспільства». Скорочена версія цього есе була раніше опублікована в The New York Times у лютому 1972 року. Повна версія есе була опублікована в журналі Sundance у травні 1972-го.

## Трек-лист
Усі пісні написані Йоко Оно.
Оригінальний реліз
| Сторона 1 | Сторона 1                         | Сторона 1  |
| #         | Назва                             | Тривалість |
| --------- | --------------------------------- | ---------- |
| 1.        | «Yang Yang»                       | 3:52       |
| 2.        | «Death of Samantha»               | 6:23       |
| 3.        | «I Want My Love to Rest Tonight»  | 5:11       |
| 4.        | «What Did I Do!»                  | 4:11       |
| 5.        | «Have You Seen a Horizon Lately?» | 1:55       |

| Сторона 2 | Сторона 2                         | Сторона 2  |
| #         | Назва                             | Тривалість |
| --------- | --------------------------------- | ---------- |
| 1.        | «Approximately Infinite Universe» | 3:19       |
| 2.        | «Peter the Dealer»                | 4:43       |
| 3.        | «Song for John»                   | 2:02       |
| 4.        | «Catman (The Rosies Are Coming)»  | 5:29       |
| 5.        | «What a Bastard the World Is»     | 4:33       |
| 6.        | «Waiting for the Sunrise»         | 2:32       |

| Сторона 3 | Сторона 3                                              | Сторона 3  |
| #         | Назва                                                  | Тривалість |
| --------- | ------------------------------------------------------ | ---------- |
| 1.        | «I Felt Like Smashing My Face in a Clear Glass Window» | 4:09       |
| 2.        | «Winter Song»                                          | 3:37       |
| 3.        | «Kite Song»                                            | 3:19       |
| 4.        | «What a Mess»                                          | 2:41       |
| 5.        | «Shiranakatta (I Didn't Know)»                         | 3:13       |
| 6.        | «Air Talk»                                             | 3:21       |

| Сторона 4 | Сторона 4                           | Сторона 4  |
| #         | Назва                               | Тривалість |
| --------- | ----------------------------------- | ---------- |
| 1.        | «I Have a Woman Inside My Soul»     | 5:31       |
| 2.        | «Move on Fast»                      | 3:40       |
| 3.        | «Now or Never»                      | 4:57       |
| 4.        | «Is Winter Here to Stay?»           | 4:27       |
| 5.        | «Looking Over from My Hotel Window» | 3:30       |

## Персоналії
- Йоко Оно — вокал, піаніно на «Looking Over from My Hotel Window» і «She Gets Down on Her Knees», аранжування
- Joel Nohnn (псевдоним Джона Леннона) — гітара, бек-вокал
- Стен Бронштейн — саксофон, флейта, кларнет
- Ріе Франк — барабани, перкусія
- Дарія Працс — кастаньєти
- Гері ван Скок — бас-гітара, труба
- Адам Іпполіто — піаніно, орган Гаммонда, фісгармонія, труба
- Вейн «Текс» Ґабріел — гітара
- Мік Джаґґер — гітара на «Is Winter Here to Stay?»

Продакшн
- Продюсування Йоко Оно і Джона Леннона
- Аранжування — Йоко Оно
- Струнне оркестрування — Рон Франжіпан
- Головний інженер — Джек Дуґлас
- Асистент інженера — Денні Турбевіль
- Інженер Butterfly Studio — Курт Мункачі
- Продюсери перевидання Йоко Оно і Роб Стівенс (1997)
- Ремастеринг Джорджа Маріно і Роба Стівенса, Sterling Sound, Нью-Йорк (1997)
- Беттіна Росснер, Джон Леннон, Йоко Оно — художнє оформлення
- Боб ГрюеҐ, Ієн Макміллан — фото

## Чарти
| Чарт (1973)        | Пікова позиція | Total weeks |
| ------------------ | -------------- | ----------- |
| U.S. Billboard 200 | 193            | 4           |

## У популярній культурі
Постпанк-рок гурт Death of Samantha, заснований у 1983 році, назвав себе на честь однойменної пісні з цього альбому.